# ヤグラカル氏
ヤグラカル氏は、7世紀頃から9世紀初めにかけてテュルク系の回紇（ウイグル）部の部族長（イルテベル、Iltäbär）、回鶻（ウイグル）可汗国の可汗（カガン、Qaγan：君主）を輩出したウイグル（Uyγur）の一氏族。漢字では薬羅葛と書かれる。

## 概要
ヤグラカル氏は突厥可汗国が中央ユーラシアを支配した時代に、突厥可汗国の圧制に対して反旗を翻した部族の指導者となることから始まった。ヤグラカル氏は鉄勒の諸部族を纏め上げながら、徐々に自らの地位を確立していった。744年にはクトゥルグ・ボイラが自らキョル・ビルゲ可汗と名乗り、中国から懐仁可汗として冊封を得て、ウイグル可汗国を成立させた。
可汗国となった後、ヤグラカル氏の氏族はより西方に領土を広げていった。軍事大国となり、唐と周辺民族の戦争では唐を保護するため兵力を拠出し、何度も戦った。一方で、中国やソグド人の影響で定住生活化が進み、遊牧民が多かった回鶻に混乱が起きた。
その後、回鶻可汗国の内部での混乱によってヤグラカル氏は徐々に力を失っていき、懐仁可汗から数えて6代目の奉誠可汗の代で血筋が途絶えた。その後、ウイグルではエディズ氏が立つことになるが、その名は非常に価値があったと考えられ、エディズ氏は自らをヤグラカル氏に擬制して権力を保ったため、擬ヤグラカル朝として知られている。また、甘州に分かれていった甘州ウイグルたちはヤグラカル氏の可汗を立て、11世紀初期に西夏に滅ぼされるまでその王朝が続いた。

## ヤグラカル氏の人物

### 回紇部の部族長
- 特健俟斤
- 菩薩…特健俟斤の子
- 吐迷度
- 烏紇…吐迷度の甥
- 婆閏…吐迷度の子
- 比粟毒…婆閏の甥（子）
- 独解支…比粟毒の子
- 伏帝匐…独解支の子
- 承宗（伏帝難）…伏帝匐の子
- 葉護頡利吐発（骨力裴羅）…承宗の子

### 回鶻可汗国の可汗
1. 懐仁可汗（在位：744年 - 747年）
2. 葛勒可汗（在位：747年 - 759年）
3. 牟羽可汗（在位：759年 - 779年）
4. 合骨咄禄毘伽可汗（在位：779年 - 789年）
5. 忠貞可汗（在位：789年 - 790年）
6. 奉誠可汗（在位：790年 - 795年）

## 註
1. ↑  『旧唐書』 迴紇伝
2. ↑  風篁楼 ウイグル